# آرامگاه فضل بن موسی بن جعفر
مقبره فضل بن موسی بن جعفر مربوط به سدهٔ ۹ است و در جهرم، ۲۰ کیلومتری مهمانسرای جهرم واقع شده و این اثر در تاریخ ۲۱ مهر ۱۳۵۳ با شمارهٔ ثبت ۱۰۰۴ به‌عنوان یکی از آثار ملی ایران به ثبت رسیده است.